# Aliança Comunista Revolucionària (França)
L'Aliança Comunista Revolucionària, ACR, en francès Alliance communiste révolutionnaire, o simplement Alliance communiste (1896-1901) va ser un partit polític francès d'esquerres precursor del SFIO.

## Història
El setembre del 1896, una secció de militants del sindicalista revolucionari (POSR), de Jean Allemane deixen el partit i s'agrupen sota el nom d'Aliança Comunista Revolucionària (ACR).
Un any després, el 1897, el ACR s'associa al partit blanquista Comité Revolucionari Central (CRC) d'Édouard Vaillant, que s'havia creat el 1881. D'aquesta manera, sota el nom de ACR (tot i que sembla que el CRC actuava amb una certa autonomia) formen la segona força política de França de l'època, essent la primera el partit marxista POF de Jules Guesde.
El 1898 el ACR es passa a anomenar Partit Socialista Revolucionari (PSR).
El 1902, durant el congrés de Commentry el PSR (antiga ACR) es fusiona oficialment amb el POF per formar un nou partit, el Partit Socialista de França (PSdF).

## Personalitats de l'ACR
- Arthur Groussier
- Victor Dejeante